# Petter Wernberg
Petter Wernberg, född 1667, död omkring 1735, var en svensk målarmästare och kyrkomålare.
Han var bror till kyrkomålaren Sven Wernberg. Han var lärling till Johan Hammer och sin bror. Han blev mästare vid Göteborgs Målareämbete 1711 efter att han visat upp sitt mästarstycke Crucifix. Wernberg bosatte sig 1713 i Lidköping och var huvudsakligen verksam i Kållands härad. Han utförde takmålningar i Sunnersberg, Rackeby och Otterstads kyrkor samt dekorativa målningar i Bäreberg, Främmestad, Skalunda, Bjärklunda, Särestad och Uvereds kyrkor. Nästan allt han utförde har gått förlorat genom rivning av kyrkobyggnader eller övermålning.